# 新发水库
新发水库是中国内蒙古自治区呼伦贝尔市莫力达瓦达斡尔族自治旗境内的一座水库，位于坤密尔提河上，多年平均径流量为6282万立方米，75%保证率的年径流量为2,259万立方米。建于1958年。水库正常库容为390万立方米，集雨面积为698平方千米，海拔为219.5米。设有莫旗水利局新发水库管理站。主要用于灌溉。引水灌溉总量为1,564万立方米。
新发水库属于国家中型三等工程。新发水库设计为无闸门控制、敞开式溢洪道，自然下泄洪水。设计洪水标准为五十年一遇，设计洪峰流量为342立方米/秒；校核洪水标准为千年一遇。1993年3月调查表明：水库运行34年淤积深度约为0.5米；再按淤积30年考虑，现在淤积高程约为216.50米，现场调查水库输水洞出口与渠道高差约为2米。
2021年7月18日15时30分左右，新发水库漫坝溃决失事。国家水利部立即传达贯彻李克强总理和胡春华副总理、王勇国务委员重要批示，启动洪水灾害防御Ⅲ级应急响应，迅速组织力量实施人员转移、逐户逐人核对、全域搜救，确保不漏一人，精准预报垮坝（后的）洪水演进过程，科学调控（减低）尼尔基水库出流，提前做好（下游）洪水演进影响区域人员避险转移；举一反三全面检视其他水库运行状况，确保水库运行安全；成立由刘伟平副部长任组长的水利部指导调查组，立即前往现场指导抢险和调查处理。国家防总、水利部启动防汛Ⅲ级应急响应，要求全国水利系统要举一反三，深入剖析内蒙古水库溃坝成因，汲取内蒙古自治区境内永安水库（小1型）和新发水库（中型）两座水库溃坝事件教训，对水库各类设施进行专项检查，针对当前存在的突出问题，提前预置抢险物资、设备和队伍，为水库突发险情，做好抢险准备，必要时可采取开挖非常溢洪道，确保水库大坝绝对安全，确保水库安全渡汛，特别是“七上八下”重点汛期，坚决克服麻痹思想和侥幸心理，强化责任落靠，水库行政、技术和巡查责任人要立即上岗到位，及时掌握雨情、水情、汛情和水库运行情况，认真做好水库巡查检查，发现问题，立即落实整改，根据汛情发展需要果断作出转移决策，全力组织做好转移避险。严禁水库汛期擅自长期超汛限水位运行，参与调洪的水库超汛限水位运行后要尽快下泄拦蓄的洪水，将水位降至汛限水位或以下，以备下次调洪。要提前安排预泄，充分发挥水库调洪错峰作用。要高度重视水库安全监测、预警、预报工作，加强与气象、水文部门的会商研判和预测预报，随时掌握雨情、水情、汛情、工情，为水库科学调度提供依据。